# Bosmania
Bosmania, rod paprati iz porodice osladovki smješten u tribus Lecanoptereae dio potporodice Microsoroideae. Sastoji se od tri vrste, jedna u tropskoj i suptropskoj Aziji i dvije, endemi sa Madagaskara.
Rod je opisan u Systematic Botany 44(4): 744. 2019.

## Vrste
1. Bosmania lastii (Baker) Testo; Madagasdkar
2. Bosmania leandriana (Tardieu) Testo; Madagasdkar
3. Bosmania membranacea (D.Don) Testo